# Димитър Велянов (Битоля)
 Тази статия е за битолския деец на ВМОРО.  За крушевския вижте Димитър Велянов (Крушево).  
Димитър Милев Велянов е български революционер, битолски деец на Вътрешната македоно-одринска революционна организация.

## Биография
Димитър Велянов е роден в 1870 година в Битоля, тогава в Османската империя. В 1900 година влиза във ВМОРО, покръстен от Александър Евтимов. Действа като легален работник, десетар и началник на терористичната група в града, която извършва убийства на осъдени от Организацията. При избухването на Илинденско-Преображенското въстание е войвода на чета от 50 души, с която се сражава в Пържлинския район при Секирани и Обедник.
В 1905 година е арестуван от властите и осъден. Лежи 2 години в затвора, след което е амнистиран.
В 1914 година новите сръбски власти го задържат като изявен българин, съден е и отново лежи 2 години.
На 31 март 1943 година, като жител на Битоля, подава молба за българска народна пенсия, която е одобрена и пенсията е отпусната от Министерския съвет на Царство България.